# Liste der Baudenkmäler in Mittenwald
Auf dieser Seite sind die Baudenkmäler in dem oberbayerischen Markt Mittenwald zusammengestellt. Diese Tabelle ist eine Teilliste der Liste der Baudenkmäler in Bayern. Grundlage ist die Bayerische Denkmalliste, die auf Basis des Bayerischen Denkmalschutzgesetzes vom 1. Oktober 1973 erstmals erstellt wurde und seither durch das Bayerische Landesamt für Denkmalpflege geführt wird. Die folgenden Angaben ersetzen nicht die rechtsverbindliche Auskunft der Denkmalschutzbehörde.

## Ensembles

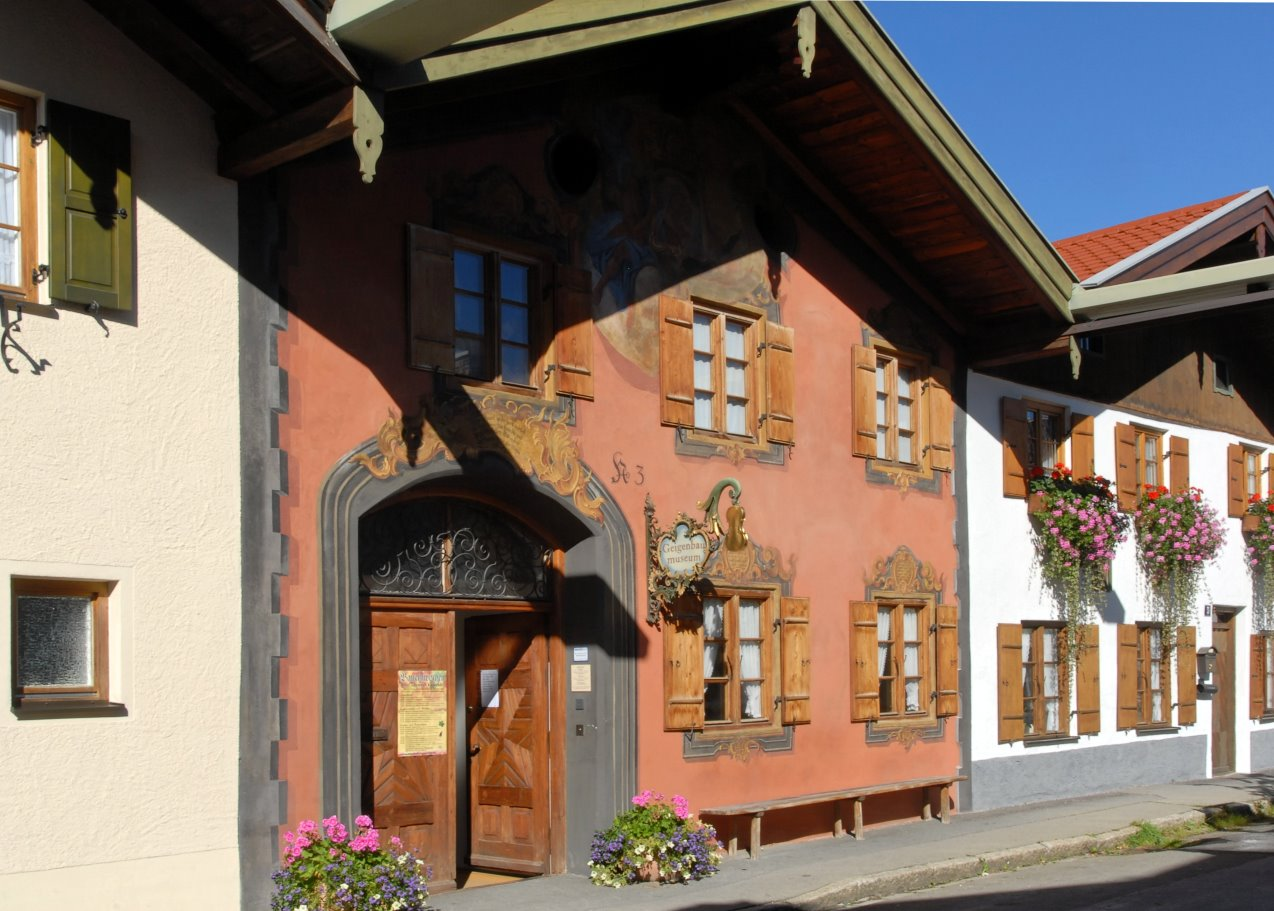
Geigenbaumuseum in Mittenwald

### Ensemble Ballenhausgasse
E-1-80-123-1
Kurzer, winkelförmiger Straßenzug nördlich der Pfarrkirche in abgeschiedener Lage. Auf der West- und Nordseite giebelständige Häuser, darunter das freskierte Haus Ballenhausgasse 3 mit dem für die Darstellung des früheren Haupterwerbszweiges im Ort wichtigen Geigenbaumuseum. Am Südende der Ostzeile altertümliches, langgestrecktes Wirtschaftsgebäude in Traufstellung.

### Ensemble Im Gries
E-1-80-123-2

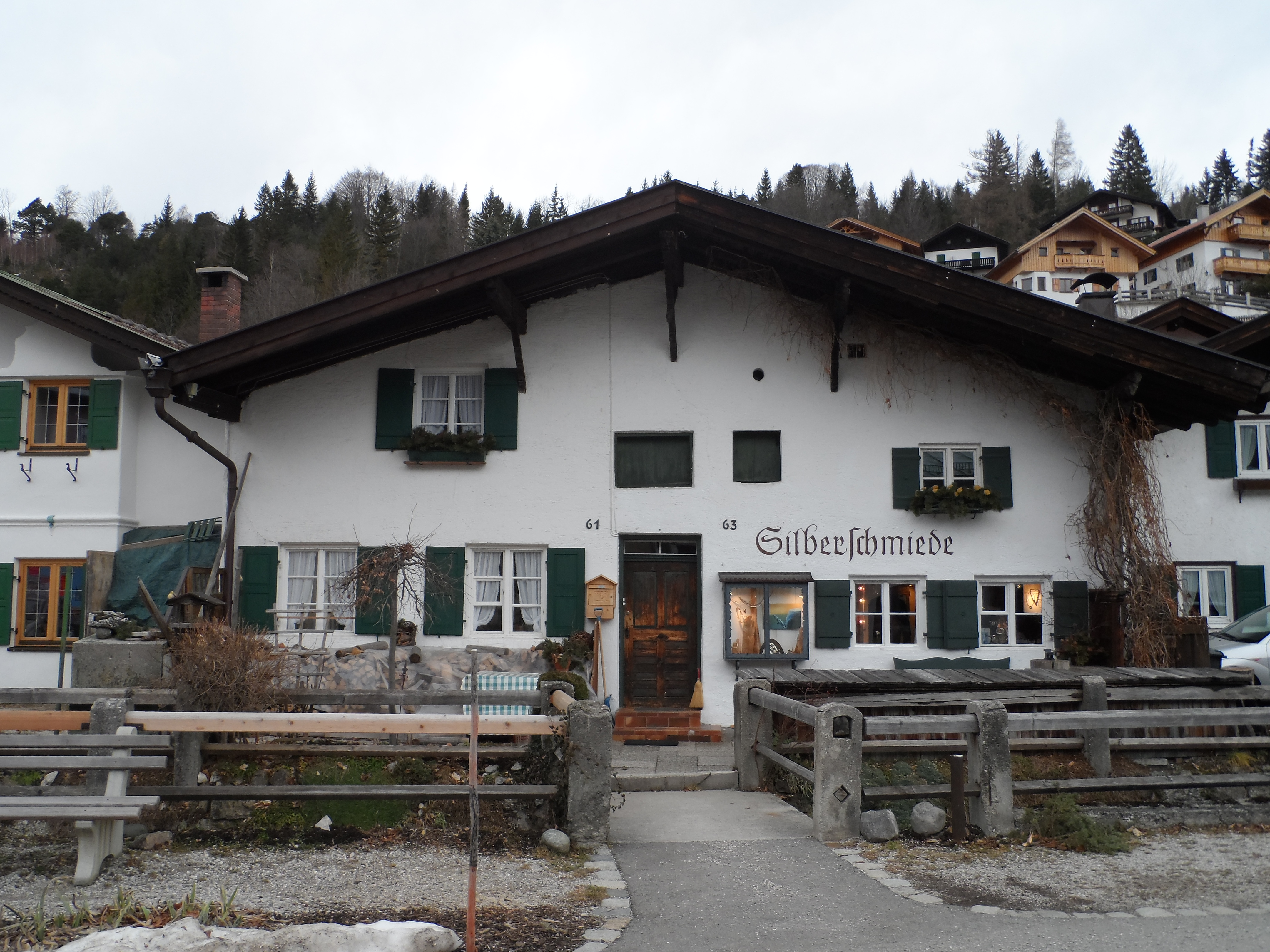
Mittenwald, Im Gries 61/63

Das Ensemble umfasst den haufendorfartigen Ortsteil beiderseits des Lainbaches mit giebelständigen Flachsatteldachhäusern, die zum Teil noch landwirtschaftlich genutzt werden. Die Gesamtanlage, bei der die geschlossen bebaute Nord- und Westzeile dominiert, erweitert sich platzartig im Südosten und am Nordende, wo das Haus Im Gries 48/52 mit kleinem Fresko, schönem Zierbund und „Vorbund“ – eine an das Tiroler Inntal erinnernde, konstruktiv-ornamentale Besonderheit in Mittenwald – als Platzwand wirkt. Eine geschlossene Reihe bildet die Nordzeile mit den Häusern Nr. 10–32; hier zum Teil im alten Stil erneuerte Kleinhäuser, davon zwei mit Lüftlmalereien der Rokokozeit (Nr. 20 und 28/30) und eines (Nr. 18) mit modernen Fresken von Heinrich Bickel. Die Westzeile jenseits des Baches zeigt die reizvollste Partie ehemaliger Kleinbauern- und Handwerkerhäuser im Ort in wechselvollen Vor- und Rücksprüngen. Von Ladeneinbauten weitgehend verschont, findet sich gerade hier noch der typische Mittenwalder Hausgrundriss mit herbergsartig geteilten Doppel- und Drittelhäusern, der von einer Längstenne aus erschlossen wird. Die Häuserfronten sind vereinzelt durch kleinere Fassadenmalereien des 18. Jahrhunderts und alte Zierbundgiebel belebt, deren ältestes Beispiel von 1687 (Haus Nr. 73/75) stammt. Das letzte Legschindeldach in diesem Bereich weist Nr. 61/63 auf (ebenso zum Teil noch das zum Ensemble gehörige Haus Stainergasse 24). Am südlichen Eckhaus der westlichen Häuserreihe – „Drittelhaus“ Nr. 53/55 mit Kranzbergstraße 2 – ist die Besitzteilung an der verschiedenen Fassadenbehandlung (mit farblich gutem Fresko und halbem Zierbund) besonders gut abzulesen. Als stilistisch unpassender Wohnhaus-Neubau fällt lediglich Nr. 46 am Nordende des Ensembles aus dem Rahmen.

### Ensemble Matthias-Klotz-Straße
E-1-80-123-3

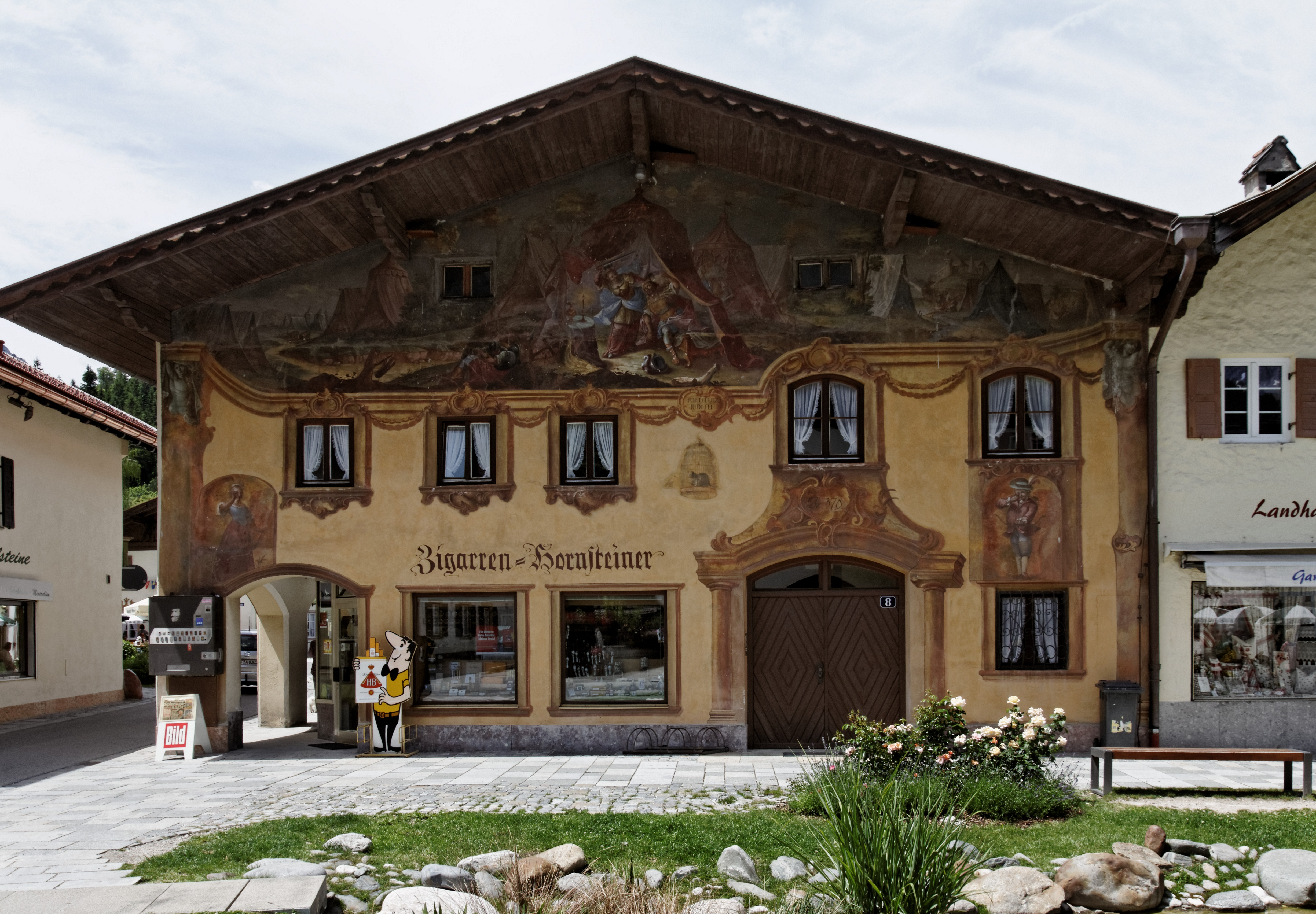
Mittenwald, Hornsteinerhaus

Das Ensemble besteht aus vier geschlossenen Häusergruppen zwischen der Pfarrkirche und dem Ortsteil Im Gries und enthält zwei der bedeutendsten Beispiele für die Mittenwalder Fassadenmalerei (Hornsteinerhaus und Seitzhaus) von Franz Zwinck und Franz Karner, die jeweils an einem Eckhaus angebracht sind und dadurch städtebaulich besonders ins Auge fallen. Die nördliche Häuserzeile der Matthias-Klotz-Straße weist zum Teil eine – an Kleinhäusern des Marktes sonst nicht zu beobachtende – dreigeschossige Bebauung auf, die noch auf das 18. Jahrhundert zurückgeht.

### Ensemble Ortskern Mittenwald
E-1-80-123-4
Das Ensemble umfasst das Zentrum des historischen Ortskerns um die Pfarrkirche mit dem von Süden heranführenden und nach Nordosten ausgreifenden Straßenzug von Ober- und Untermarkt. Die Konzentration besonders stattlicher dreigeschossiger Geschäfts- und Gasthäuser am inneren Obermarkt südlich der Pfarrkirche und an der in Querrichtung zum Untermarkt überleitenden Hochstraße zeugt von der Bedeutung des Marktortes in verschiedenen Perioden seiner wechselvollen Geschichte. Der ehemalige Straßenmarkt zeichnet sich durch die enge Reihung giebelständiger Häuser am Ober- und Untermarkt bis heute im Ortsbild und -grundriss deutlich ab.
Der spätere Ortskern um die Kirche, um 1080 als „media in silva“ erstmals genannt, wurde von der Römerstraße Augsburg–Brenner wohl nur tangiert. Er entwickelte sich im Mittelalter zu einem wichtigen Umschlagplatz für den Rottverkehr (Pack- und Fuhrwesen der Handelsstraßen), südlich der Gabelung zweier Handelsstraßen in Richtung Partenkirchen–Augsburg und über den Kesselberg nach München. Der Fernhandel aus Oberitalien und aus Süddeutschland und die Verlegung des Bozener Marktes nach Mittenwald (1487–1679) brachten dem Ort reichen Verdienst; im Zusammenhang damit entwickelte sich auch die übrige Gewerbestruktur. Nach dem Rückgang des Rottwesens wurde der Geigenbau, eingeführt um 1680 durch den einheimischen Matthias Klotz, zu einem wichtigen Erwerbszweig. Vor allem seit dem Bau der „Mittenwaldbahn“ von Garmisch-Partenkirchen nach Innsbruck (1912) gilt der Fremdenverkehr – mit allen seinen oft notwendigen, den historischen Charakter eines Gebirgsortes aber allzu leicht verändernden Begleiterscheinungen – als erstrangiger Wirtschaftsfaktor des Marktes.

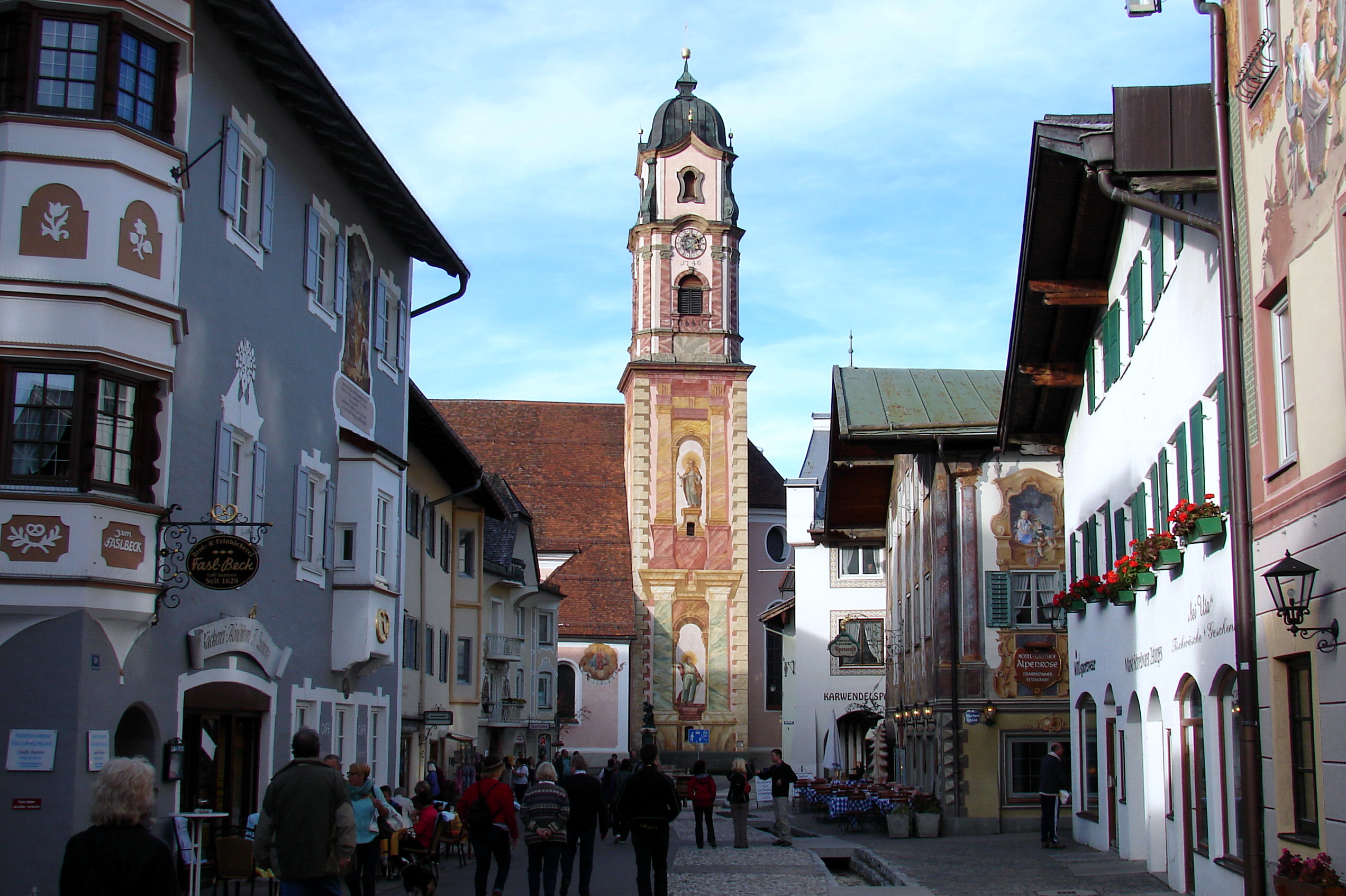
Oberer Markt mit dem Turm der Pfarrkirche St. Peter und Paul

Die Stellung der Pfarrkirche St. Peter und Paul im Zentrum des Ensembles geht noch auf den spätgotischen Vorgängerbau zurück. Der barocke Neubau Joseph Schmuzers akzentuierte den städtebaulichen Bezug vor allem durch die Situierung des Turmes: er wurde absichtlich genau in die Mittelachse des Oberen Marktes gestellt und bildet mit seiner reichen Bemalung einen höchst wirkungsvollen Abschluss des Straßenzuges im Blick von Süden. Die Bebauung des Obermarktes beginnt – ausgehend von der Pfarrkirche – mit einer Gruppe von dreigeschossigen ehemaligen Verleger- und Handelshäusern und stattlichen Gasthäusern, ursprünglich errichtet für den zu allen Zeiten wichtigen Durchreiseverkehr. In der südlichen Fortsetzung der Bebauung von Haus Nr. 44 (Westzeile) und Nr. 27 (Ostzeile) an, staffeln sich die geschlossenen aneinandergereihten kleinen Häuser vor bzw. zurück, sodass sich eine malerische Straßenpartie ergibt; vor allem die von Doppelhäusern durchsetzte Westzeile hat zum Teil sehr frühe Zierbundgiebel unter den weiten Vordächern – davon mehrere 1671 datiert – was auf einen einheitlichen Wiederaufbau (nach Brand?) schließen lässt. Der Obermarkt geht in einer platzartigen Ausweitung in den Dekan-Karl-Platz über, der nach Süden geöffnet ist und zu beiden Seiten wieder eine gerade Häuserflucht mit weiten Dachüberständen aufweist. Eine keilförmige, angerartige Grünfläche teilt den Platz in zwei Hälften, der im Übrigen eine spätere Anlage (wohl seit Anfang des 18. Jahrhunderts) zu sein scheint. Auf der Rückseite der westlichen Häuserzeile sind die zugeordneten, schmalen Grundstücke mit einzelnen Schupfen und Hausgärten noch weitgehend von einer späteren Bebauung frei geblieben, sodass hier die historische Parzellierung wie sonst nirgends im Ort ablesbar geblieben ist; die Klammstraße bildet deswegen die südwestliche Ensemblegrenze.

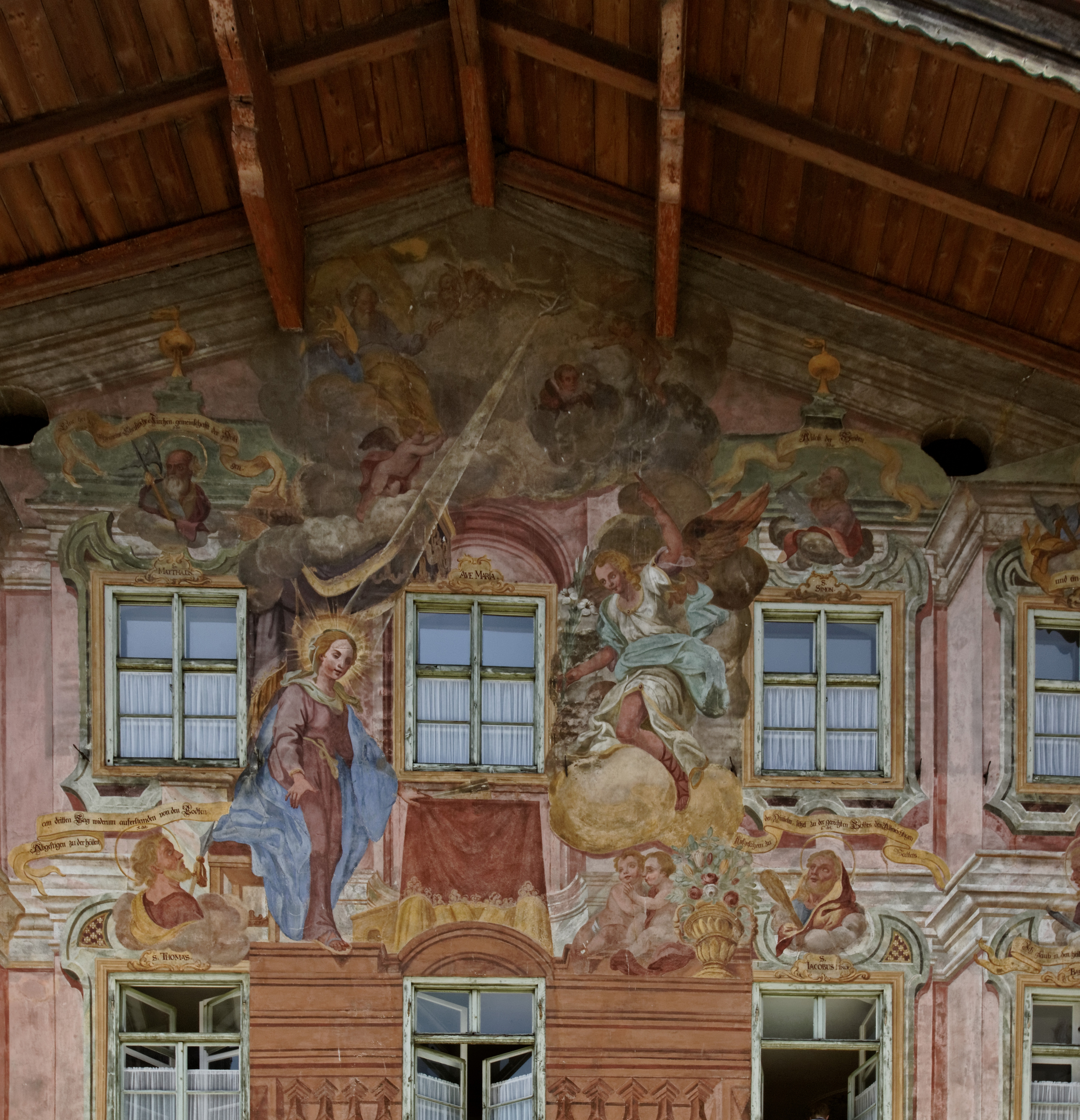
Lüftlmalerei am Obermarkt 24

Zwischen dem Oberen Markt südlich der Pfarrkirche und dem nordöstlich gelegenen Unteren Markt vermittelt als kurze Querachse die Hochstraße. Sie gehört mit den stattlichen trauf- und giebelständig aneinandergereihten Häusern noch zum baulich hervorgehobenen inneren Ortskern; das Haus Hochstraße 14/16 am Ende der Südzeile zeigt einen der prächtigsten Bundwerkgiebel Mittenwalds von 1688. Der Straßenzug biegt von hier aus nach Nordosten ab und erweitert sich zum Fritz-Prölß-Platz, dessen auffälligstes Haus (Doppelhaus Nr. 8/10) durch einen schönen Zierbund von 1715 hervorgehoben ist. Der anschließende Untermarkt wurde in jüngster Zeit von zwei Brandkatastrophen heimgesucht: Die westliche Hausreihe, deren südlicher Teil sich deutlich zurückstaffelt, brannte 1914, die östliche erst 1948 nahezu vollständig ab, sodass hier bis auf einige wenige Mauerreste eine völlig neue Bebauung erforderlich wurde. Unter Leitung des damaligen Bezirksbaumeisters Schweyer, bei Mitwirkung namhafter Architekten (so 1915/16 Hermann Leitenstorfer und August von Thiersch) entstand eine auch heute noch vorbildliche Anlage, die aus Platzgründen die geschlossenen Reihungen mit Flachsatteldächern zu übernehmen hatte, jedoch eine zweckmäßige Trennung von Wohn- und Wirtschaftsteil einführte und die Tenneneinfahrten nach rückwärts verlegte; Doppelhäuser behielten ihren gemeinsamen Mitteleingang. Besonderen Wert wurde bei den Wiederaufbaumaßnahmen auf eine handwerksgerechte, typisch ortsübliche Bauweise, auf eine entsprechende Farbgebung und auf liebevolle Details (z. B. aufgemalte Hausnamen) gelegt; Bundwerk wurde nur auf den Abseiten der Anwesen verwendet, nachdem am Untermarkt die Häuser vor den Bränden auch keine Bundwerkgiebel hatten. Die Ensemblegrenze folgt auf der Westseite dem (später angelegten) Karalpleweg, schließt also die kurzen Grundstücksflächen mit ein, während auf der Ostseite der Brandleweg (Sackgasse) die Rückseiten der Häuser Nr. 32–58 von einer anderen, neuen Häuserreihe trennt, die nicht mehr zum Ensemble gehört. Das vom Brand verschonte Haus Untermarkt 6/8/10 bildet, aus nördlicher Richtung gesehen, mit seinem stattlichen Bundwerkgiebel von 1721 eine städtebauliche wertvolle „Platzwand“. Zum Ensemble gehört auch der abgeschiedene Bereich nördlich der Pfarrkirche mit dem bereits 1315 erwähnten Kirchhof und dem kurzen, winkelförmigen Straßenzug der Ballenhausgasse. Diese heutige Bezeichnung weist – ebenso wie vielleicht das altertümliche, langgestreckte Wirtschaftsgebäude am Südende der Ostzeile – auf die für den einstigen Rottverkehr wichtigen Lagerhäuser hin, die sich bei der Kirche befanden. Innerhalb der giebelständigen Kleinhaus-Bebauung der West- und Nordseite fällt das freskierte Haus Nr. 3 auf, das jetzt als Geigenbaumuseum den anderen ehemaligen Haupterwerbszweig des Ortes veranschaulicht.

## Einzeldenkmäler
| Lage                                             | Objekt                                     | Beschreibung | Akten-Nr.                | Bild                                |
| ------------------------------------------------ | ------------------------------------------ | --- | ------------------------ | ----------------------------------- |
| Am Brendten (Standort)                           | Gebirgsjäger-Ehrenmal                      | Ehrenmal zur Erinnerung an die gefallenen Soldaten der Gebirgstruppen des Ersten und des Zweiten Weltkrieges. Zwei hohe Stelen aus Granit mit Inschrift, davor ein Holzkreuz und eine Plattform, von Sebastian Norkauer, 1957, auf dem Hohen Brendten in landschaftlich exponierter Lage. | D-1-80-123-148           | weitere Bilder                      |
| Am Luttensee 1–15, Auf den Tennen (Standort)     | Luttenseekaserne                           | Ehemalige Gebirgsjägerkaserne, geplant als SA-Lager; locker um den Appellplatz am Berghang des Hohen Kranzberg gruppierte Anlage aus: Verwaltungsgebäude, sechs Mannschafts- und zwei Offiziersgebäude, zweigeschossige Massivbauten mit blockbauähnlichem holzverschaltem Obergeschoss und flachem Satteldach, Balkon, doppelläufige Freitreppe, im alpenländischen Heimatstil; sämtliche Bauten nach Plänen von Hans Wagner, 1934-1936. | D-1-80-123-146           | weitere Bilder                      |
| Am Luttensee 1 (Standort)                        | Luttenseekaserne                           | Verwaltungsgebäude, zweigeschossiger, langgestreckter Massivbau mit blockbauähnlichem holzverschaltem Obergeschoss und flachem Satteldach mit Dachreiter, auf L-förmigem Grundriss, im alpenländischen Heimatstil | D-1-80-123-146 zugehörig | Luttenseekaserne                    |
| Am Luttensee 2 (Standort)                        | Luttenseekaserne                           | Kasernengebäude | D-1-80-123-146 zugehörig | BW                                  |
| Am Luttensee 3 (Standort)                        | Luttenseekaserne                           | Kasernengebäude | D-1-80-123-146 zugehörig | Luttenseekaserne                    |
| Am Luttensee 4 (Standort)                        | Luttenseekaserne                           | Kasernengebäude | D-1-80-123-146 zugehörig | Luttenseekaserne                    |
| Am Luttensee 5 (Standort)                        | Luttenseekaserne                           | Kasernengebäude | D-1-80-123-146 zugehörig | Luttenseekaserne                    |
| Am Luttensee 6 (Standort)                        | Luttenseekaserne                           | Kasernengebäude | D-1-80-123-146 zugehörig | Luttenseekaserne                    |
| Am Luttensee 7 (Standort)                        | Luttenseekaserne                           | Kasernengebäude | D-1-80-123-146 zugehörig | Luttenseekaserne                    |
| Am Luttensee 8 (Standort)                        | Luttenseekaserne                           | Kasernengebäude | D-1-80-123-146 zugehörig | Luttenseekaserne                    |
| Am Luttensee 9 (Standort)                        | Luttenseekaserne                           | Kasernengebäude | D-1-80-123-146 zugehörig | Luttenseekaserne                    |
| Auf den Tennen (Standort)                        | Russisch-orthodoxe Kapelle                 | Kleiner Zentralbau mit Zeltdach und Türmchen mit Zwiebelhaube; mit Ausstattung, 1949; östlich der Kasernenanlage | D-1-80-123-146 zugehörig | weitere Bilder                      |
| Auf den Tennen (Standort)                        | Denkmal weißrussischer Kriegsgefangener    | Obelisk, mit Einfriedung, bezeichnet 1948; östlich der Kasernenanlage | D-1-80-123-146 zugehörig | weitere Bilder                      |
| Arnspitzstraße 4, Viererspitzstraße 9 (Standort) | Ehemaliges Zollamt Hauptgebäude            | Zweigeschossige Walmdach-Gebäudegruppe mit Eckerkern, Putzdekor, Anfang 20. Jahrhundert. | D-1-80-123-1             | weitere Bilder                      |
| Arnspitzstraße 4, Viererspitzstraße 9 (Standort) | Ehemaliges Zollamt Anbau                   | Erdgeschossiger Mansarddach-Anbau mit Halbwalm, Anfang 20. Jahrhundert. | D-1-80-123-1 zugehörig   | Ehemaliges ZollamtAnbau             |
| Arnspitzstraße 4, Viererspitzstraße 9 (Standort) | Ehemaliges Zollamt Toreinfahrten           | Toreinfahrten, mit korbbögigen Durchfahrten, Anfang 20. Jahrhundert. | D-1-80-123-1 zugehörig   | Ehemaliges ZollamtToreinfahrten     |
| Arnspitzstraße 4, Viererspitzstraße 9 (Standort) | Ehemaliges Zollamt Remise                  | Erdgeschossiger rechtwinkliger Satteldachbau, Anfang 20. Jahrhundert. | D-1-80-123-1 zugehörig   | Ehemaliges ZollamtRemise            |
| Bahnhofplatz 1 (Standort)                        | Postamt Mittenwald                         | Zweigeschossiger Steildachbau mit Kastenerker und Querflügel, um 1910/25. | D-1-80-123-2             | weitere Bilder                      |
| Bahnhofplatz 2 (Standort)                        | Beamtenwohnhaus                            | Ehem. Bahnbeamtenwohnhaus, zweigeschossiger Mansardzeltdachbau mit Treppenhausrisalit und Putzgliederung, 1913 | D-1-80-123-235           | BW                                  |
| Ballenhausgasse 3 (Standort)                     | Geigenbaumuseum                            | Zweigeschossiger Flachsatteldachbau mit Giebeltor und barocker Fassadenmalerei, vor 1764, Fresko bezeichnet 1764 von Franz Karner. | D-1-80-123-4             | weitere Bilder                      |
| Ballenhausgasse 5 (Standort)                     | Kleinhaus                                  | Zweigeschossiger Flachsatteldachbau mit verschaltem Giebel und kleinem Wandbild, im Kern 18. Jahrhundert. | D-1-80-123-6             | Kleinhaus                           |
| Ballenhausgasse 7/9 (Standort)                   | Doppelhaus                                 | Zweigeschossiger giebelgeteilter Flachsatteldachbau mit Giebeltor und verschaltem Giebel, im Kern Anfang 18. Jahrhundert. | D-1-80-123-8             | Doppelhaus                          |
| Ballenhausgasse 14/16 (Standort)                 | Doppelhaushälfte                           | Zweigeschossiger schmaler Flachsatteldachbau mit barocker Fassadenmalerei, 17./18. Jahrhundert. | D-1-80-123-11            | weitere Bilder                      |
| Dekan-Karl-Platz 4/6 (Standort)                  | Doppelhaus                                 | Zweigeschossiger giebelgeteilter Flachsatteldachbau mit Giebeltor und Zierbund, 1. Hälfte 18. Jahrhundert. | D-1-80-123-14            | Doppelhaus                          |
| Dekan-Karl-Platz 8/10 (Standort)                 | Doppelhaus                                 | Zweigeschossiger giebelgeteilter Flachsatteldachbau mit Zier- und Vorbund, 1. Viertel 18. Jahrhundert. | D-1-80-123-16            | Doppelhaus                          |
| Dekan-Karl-Platz 14/16 (Standort)                | Doppelhaus                                 | Zweigeschossiger giebelgeteilter Flachsatteldachbau mit Giebeltor, 2. Hälfte 18. Jahrhundert. | D-1-80-123-19            | Doppelhaus                          |
| Dekan-Karl-Platz 17/19 (Standort)                | Doppelhaus                                 | Zweigeschossiger giebelgeteilter Flachsatteldachbau mit Giebeltor und Zierbünden, 1. Hälfte 18. Jahrhundert. | D-1-80-123-21            | Doppelhaus                          |
| Dekan-Karl-Platz 20 (Standort)                   | Kleinhaus                                  | Zweigeschossiger Flachsatteldachbau mit Giebeltor und barocker Fassadenmalerei, vor 1767, Fresko von Franz Karner bezeichnet 1767. | D-1-80-123-23            | Kleinhaus                           |
| Dekan-Karl-Platz 21 (Standort)                   | Muttergottes-Fresko                        | Wandmalerei, barockes Muttergottes-Fresko, 2. Hälfte 18. Jahrhundert. | D-1-80-123-24            | Muttergottes-Fresko                 |
| Dekan-Karl-Platz 22 (Standort)                   | Wohn- und Geschäftshaus                    | Zweigeschossiger Flachsatteldachbau in Ecklage, 2. Hälfte 18. Jahrhundert. | D-1-80-123-25            | Wohn- und Geschäftshaus             |
| Fritz-Prölß-Platz 2 (Standort)                   | Gasthaus zum Stern                         | Zweigeschossiger Flachsatteldachbau in Ecklage, 18./19. Jahrhundert, Haustür bezeichnet 1826. | D-1-80-123-28            | Gasthaus zum Stern                  |
| Fritz-Prölß-Platz 8/10 (Standort)                | Doppelhaus                                 | Zweigeschossiger giebelgeteilter Flachsatteldachbau mit Zier- und Vorbund, bezeichnet 1715. | D-1-80-123-30            | Doppelhaus                          |
| Fritz-Prölß-Platz 19/21 (Standort)               | Gasthaus                                   | Zweigeschossiger giebelgeteilter Flachsatteldachbau in Ecklage mit Giebeltor, erdgeschossigem Vorbau und Giebelbalkon, im Kern 18. Jahrhundert, bezeichnet 1915. | D-1-80-123-32            | Gasthaus                            |
| Fritz-Prölß-Platz 23/25 (Standort)               | Doppelhaus                                 | Zweigeschossiger giebelgeteilter Flachsatteldachbau mit Giebeltor, im Kern 18. Jahrhundert, 1915 teilweise erneuert. | D-1-80-123-33            | Doppelhaus                          |
| Goethestraße 2/4, Jaisweg 24/26 (Standort)       | Mehrfamilienhaus                           | Stattlicher viergeteilter Flachsatteldachbau mit teilweise verputztem bzw. verschaltem Blockbau-Obergeschoss und verschalten Giebeln, im Kern 18. Jahrhundert, südöstlicher Quergiebel modern. | D-1-80-123-34            | Mehrfamilienhaus                    |
| Goethestraße 12 (Standort)                       | Kleinbauernhaus                            | Zweigeschossiger Flachsatteldachbau mit verschaltem Kniestock und verschaltem Vordach, 18. Jahrhundert. | D-1-80-123-35            | Kleinbauernhaus                     |
| Goethestraße 14 (Standort)                       | Ehemaliges Kleinbauernhaus                 | Zweigeschossiger Flachsatteldachbau mit weitem Überstand des Vordaches, im Kern 19. Jahrhundert. | D-1-80-123-36            | Ehemaliges Kleinbauernhaus          |
| Goethestraße 23 (Standort)                       | Kleinhaus „Schlipferhaus“                  | Zweigeschossiger Flachsatteldachbau mit südlichem Queranbau und barocker Fassadenmalerei, vor 1762, Fresken von Franz Karner bezeichnet 1762 und 1767. | D-1-80-123-37            | Kleinhaus„Schlipferhaus“            |
| Goethestraße 28/30 (Standort)                    | Kleines Doppelhaus                         | Quergeteilter Flachsatteldachbau mit teilweise verschaltem Obergeschoss und barockem Wandbild, Ende 18. Jahrhundert, Fresko von Franz Karner. | D-1-80-123-38            | weitere Bilder                      |
| Goethestraße 48/50 (Standort)                    | Doppelbauernhaus                           | Zweigeschossiger giebelgeteilter Flachsatteldachbau mit zwei Giebeltoren, Fassadenmalerei, Hauskreuz und Zierbund, Anfang 18. Jahrhundert. | D-1-80-123-39            | Doppelbauernhaus                    |
| Hochstraße 6 (Standort)                          | Oberlichtgitter                            | Barockes schmiedeeisernes Gitter, um 1740. | D-1-80-123-42            | Oberlichtgitter                     |
| Hochstraße 9/11 (Standort)                       | Erker                                      | Flacherker, mit Fresko und Kuppeldach, Ende 17. Jahrhundert. | D-1-80-123-44            | Erker                               |
| Hochstraße 12/14/16 (Standort)                   | Wohn- und Geschäftshaus                    | Dreigeschossiger dreigeteilter Flachsatteldachbau in Ecklage mit Zier- und Vorbund, bezeichnet 1688. | D-1-80-123-46            | Wohn- und Geschäftshaus             |
| Hoher Kranzberg 7, 8 (Standort)                  | Kranzberg-Gipfelbahn                       | Pendelseilbahn mit zwei Kabinen, drei Stützen, Tal- und Bergstation, von Seilbahnbaufirma Karl Peter, Architekt Sepp Koller, 1954/55; mit technischer Ausstattung | D-1-80-123-232           | BW                                  |
| Im Gries 18 (Standort)                           | Wohn- und Geschäftshaus                    | Zweigeschossiger Flachsatteldachbau mit Fassadenmalerei, im Kern 18. Jahrhundert, Fresko von Heinrich Bickel 1959. | D-1-80-123-49            | weitere Bilder                      |
| Im Gries 20 (Standort)                           | Wohn- und Geschäftshaus                    | Zweigeschossiger Flachsatteldachbau mit barocker Fassadenmalerei, 2. Hälfte 18. Jahrhundert. | D-1-80-123-51            | weitere Bilder                      |
| Im Gries 24/26 (Standort)                        | Doppelhaus                                 | Zweigeschossiger giebelgeteilter Flachsatteldachbau mit Giebeltor, im Kern 1. Viertel 18. Jahrhundert. | D-1-80-123-53            | Doppelhaus                          |
| Im Gries 28/30 (Standort)                        | Doppelhaus                                 | Zweigeschossiger giebelgeteilter Flachsatteldachbau mit kleinem Vorbau, Giebeltor, barocker Fassadenmalerei und Zierbund, um 1700, Fresko bezeichnet 1764. | D-1-80-123-54            | weitere Bilder                      |
| Im Gries 37/41 (Standort)                        | Gasthof Gries                              | Zweigeschossiger Doppelgiebelbau in Ecklage mit Flachsatteldächern und nördlichem Zierbund, 1. Viertel 18. Jahrhundert. | D-1-80-123-56            | weitere Bilder                      |
| Im Gries 48/50 (Standort)                        | Mehrfamilienhaus                           | Zweigeschossiger dreigeteilter Flachsatteldachbau mit Giebeltor, kleinem barockem Wandbild, Zier- und Vorbund, Ende 17. Jahrhundert, Fresko 2. Hälfte 18. Jahrhundert. | D-1-80-123-60            | Mehrfamilienhaus                    |
| Im Gries 53, Kranzbergstraße 2 (Standort)        | Doppelhaus                                 | Zweigeschossiger Flachsatteldachbau in Ecklage mit Lauben, südlichem Zierbund sowie barocker Fassadenmalerei, 2. Hälfte 18. Jahrhundert, nördlich angeschleppte Nr. 55 später. | D-1-80-123-62            | weitere Bilder                      |
| Im Gries 57/59 (Standort)                        | Doppelhaus                                 | Zweigeschossiger Flachsatteldachbau mit vorgelagertem Pultdach-Halbhaus, Bodenerker und Ziergiebel, 2. Hälfte 18. Jahrhundert. | D-1-80-123-63            | Doppelhaus                          |
| Im Gries 61/63 (Standort)                        | Doppelhaus                                 | Erdgeschossiger giebelgeteilter Flachsatteldachbau mit Legschindeln, Blockbau-Kniestock und profilierten Bügen, Anfang 18. Jahrhundert. | D-1-80-123-64            | Doppelhaus                          |
| Im Gries 65 (Standort)                           | Kleinhaus                                  | Zweigeschossiger Flachsatteldachbau mit verschaltem Giebel und kleinem barockem Wandbild, 2. Hälfte 18. Jahrhundert. | D-1-80-123-65            | weitere Bilder                      |
| Im Gries 73/75 (Standort)                        | Doppelhaus                                 | Zweigeschossiger giebelgeteilter Flachsatteldachbau mit Giebeltor und Zierbund, bezeichnet 1685. | D-1-80-123-67            | Doppelhaus                          |
| Im Gries 81/83 (Standort)                        | Doppelhaus                                 | Zweigeschossiger giebelgeteilter Flachsatteldachbau mit Giebeltor und Zierbund, um 1680/90. | D-1-80-123-70            | Doppelhaus                          |
| Im Kreuth 1 (Standort)                           | Villa Krause                               | Zweigeschossiger Schopfwalmdachbau in Jugendstilformen mit Erkern und Fassadendekor, im Kern 1908, von Richard Riemerschmid 1922 erweitert. | D-1-80-123-71            | Villa Krause                        |
| Jaisweg 14 (Standort)                            | Kleinhaus                                  | Zweigeschossiger Flachsatteldachbau mit Zierbund, Mitte 18. Jahrhundert. | D-1-80-123-76            | Kleinhaus                           |
| Jaisweg 16 (Standort)                            | Gedächtnistafel Jais                       | Steinerne Gedächtnistafel am Haus, Mitte 19. Jahrhundert. | D-1-80-123-77            | Gedächtnistafel Jais                |
| Kalvarienberg (Standort)                         | Kreuzweg mit Kreuzigungsgruppe             | Am Westhang über dem Ort aufsteigend, 18. Jahrhundert, Endepunkt die Kreuzigungsgruppe des 19. Jahrhunderts (bei Schillerweg 5). | D-1-80-123-143           | weitere Bilder                      |
| Kalvarienberg (Standort)                         | Kapelle Heiliges Grab                      | Flachsatteldachbau mit moderner Fassadenmalerei und Hl. Grab, wohl 1. Hälfte 18. Jahrhundert; mit Ausstattung; südwestlich der Kreuzigungsgruppe. | D-1-80-123-144           | Kapelle Heiliges Grab               |
| Kalvarienberg (Standort)                         | Wegkapelle                                 | Kleiner Satteldachbau, 1. Hälfte 18. Jahrhundert. | D-1-80-123-145           | BW                                  |
| Klausnerweg 4 (Standort)                         | Fassade                                    | Giebelfassade des ehemaligen Einfirsthofes mit barocken Wandmalereien, bezeichnet 1797. | D-1-80-123-80            | Fassade                             |
| Laintalstraße 38 (Standort)                      | Kleinhaus                                  | Zweigeschossiger Flachsatteldachbau mit traufseitiger Laube, barocker Fassadenmalerei, Zier- und Vorbund, modern bezeichnet 1732, Fresko (Kreuzgruppe), 2. Hälfte 18. Jahrhundert. | D-1-80-123-84            | Kleinhaus                           |
| Laintalstraße 50 (Standort)                      | Doppelhaushälfte                           | Zweigeschossiger Flachsatteldachbau mit Zierbund, 1. Hälfte 18. Jahrhundert. Geburtshaus des Lüftlmalers Franz Karner (1737–1817) | D-1-80-123-85            | Doppelhaushälfte                    |
| Lainweg 2/4 (Standort)                           | Doppelhaus                                 | Zweigeschossiger giebelgeteilter Flachsatteldachbau mit Zierbund, bezeichnet 1720. | D-1-80-123-82            | Doppelhaus                          |
| Malerweg 1 (Standort)                            | Doppelhaus                                 | Giebelgeteilter Flachsatteldachbau mit teilverschaltem Obergeschoss, traufseitiger Laube, Kastenerker und Traufbundwerk, 2. Viertel 18. Jahrhundert. | D-1-80-123-86            | Doppelhaus                          |
| Malerweg 3 (Standort)                            | Doppelhaushälfte                           | Nordhälfte eines Doppelhauses, zweigeschossiger Flachsatteldachbau mit barocker Fassadenmalerei und Giebeltor, 18. Jahrhundert, mit Fresko (Flucht nach Ägypten), von Franz Karner ehemals bezeichnet 1779. | D-1-80-123-87            | Doppelhaushälfte                    |
| Matthias-Klotz-Straße 2 (Standort)               | Katholische Pfarrkirche St. Peter und Paul | Barocker Saalbau mit eingezogenem spätgotischem Chor und Fassadenmalereien am Südturm, von Joseph Schmuzer, 1738–40, Turm bezeichnet 1746; mit Ausstattung | D-1-80-123-88            | weitere Bilder                      |
| Matthias-Klotz-Straße 2 (Standort)               | Lourdeskapelle                             | Kleiner steinerner Rundbau, 1889; mit Ausstattung | D-1-80-123-88 zugehörig  | Lourdeskapelle                      |
| Matthias-Klotz-Straße 2 (Standort)               | Kriegergedächtniskapelle                   | Kleiner Satteldachbau, 18. Jahrhundert; mit Ausstattung | D-1-80-123-88 zugehörig  | Kriegergedächtniskapelle            |
| Matthias-Klotz-Straße 2 (Standort)               | Matthias-Klotz-Denkmal                     | Historisierender Erzguss auf hohem Marmorsockel, nach Entwurf von Ferdinand Freiherr von Miller, 1890. | D-1-80-123-89            | weitere Bilder                      |
| Matthias-Klotz-Straße 4 (Standort)               | Pfarrhaus Mittenwald                       | Dreigeschossiger Flachsatteldachbau mit Freitreppe, Mitte 19. Jahrhundert. | D-1-80-123-90            | Pfarrhaus Mittenwald                |
| Matthias-Klotz-Straße 11 (Standort)              | Fassade                                    | Ostfassade mit barocker Fassadenmalerei, bezeichnet 1762 und 1770. | D-1-80-123-91            | weitere Bilder                      |
| Matthias-Klotz-Straße 13/15/17 (Standort)        | Wohn- und Geschäftshaus                    | Zweigeschossiger dreigeteilter Doppelgiebelbau mit Zierbünden, Mitte 18. Jahrhundert bzw. 1. Hälfte 18. Jahrhundert. | D-1-80-123-92            | BW                                  |
| Matthias-Klotz-Straße 21 (Standort)              | Doppelhaushälfte eines Bauernhauses        | Zweigeschossiger Flachsatteldachbau in Ecklage mit verschaltem Giebel, 2. Hälfte 18. Jahrhundert. | D-1-80-123-93            | Doppelhaushälfte eines Bauernhauses |
| Matthias-Klotz-Straße 22/24 (Standort)           | Doppelbauernhaus                           | Zweigeschossiger giebelgeteilter Flachsatteldachbau in Ecklage mit Giebeltor und verschaltem Giebelfeld, 1. Hälfte 18. Jahrhundert. | D-1-80-123-94            | Doppelbauernhaus                    |
| Matthias-Klotz-Straße 26/28 (Standort)           | Doppelhaus                                 | Zweigeschossiger giebelgeteilter Flachsatteldachbau mit Giebeltor und östlich verschaltem Giebelfeld, 1. Hälfte 18. Jahrhundert. | D-1-80-123-95            | Doppelhaus                          |
| Matthias-Klotz-Straße 30/32 (Standort)           | Doppelhaus                                 | Dreigeschossiger giebelgeteilter Flachsatteldachbau, im Kern 18. Jahrhundert, Zierbund modern. | D-1-80-123-96            | Doppelhaus                          |
| Oberes Brunntal (Standort)                       | Hofkapelle St. Antonius                    | Erdgeschossiger überkuppelter Zeltdachbau in Formen der klassischen Moderne mit Umgang und Glockenstuhl, von Lois Welzenbacher, bezeichnet 1954; mit Ausstattung. | D-1-80-123-149           | Hofkapelle St. Antonius             |
| Obermarkt 1 (Standort)                           | Gasthaus Alpenrose                         | Zweigeschossiger Flachsatteldachbau mit hohem Kniestock und reicher barocker Fassadenmalerei, vor 1780, Fresken von Franz Zwinck um 1780. | D-1-80-123-100           | weitere Bilder                      |
| Obermarkt 2 (Standort)                           | Wohn- und Geschäftshaus Goethehaus         | Zweigeschossiger Walmdachbau mit Eckerker und Fassadenmalerei, im Kern 18. Jahrhundert, Umbau mit Schopfwalmdach-Zwerchgiebel und Balkonen Anfang 20. Jahrhundert vielleicht durch Franz Zell. | D-1-80-123-101           | weitere Bilder                      |
| Obermarkt 3/5/7 (Standort)                       | Wohn- und Geschäftshaus                    | Zweigeschossiger dreigeteilter Flachsatteldachbau mit Kniestock, im Kern 18. Jahrhundert, 1914 überarbeitet. | D-1-80-123-102           | Wohn- und Geschäftshaus             |
| Obermarkt 4 (Standort)                           | Herberge Pilgerhaus                        | Dreigeschossiger traufseitiger Satteldachbau mit Schweifgiebel-Zwerchhaus, neubarockem Stuckdekor und Hauskapelle, um 1485, Stuck und Dachreiter Anfang 20. Jahrhundert. | D-1-80-123-103           | weitere Bilder                      |
| Obermarkt 6/8/10/12/14 (Standort)                | Wohn- und Geschäftshaus                    | Dreigeschossiger fünfteiliger Traufseitbau mit Flachsatteldach und polygonalem Eckerker, im Kern 16./17. Jahrhundert, nördlicher Rückflügel im Kern wohl 17. Jahrhundert. | D-1-80-123-104           | Wohn- und Geschäftshaus             |
| Obermarkt 9 (Standort)                           | Hotel Post                                 | Dreigeschossiger stattlicher Satteldachbau mit Fassadenmalerei, im Kern 1. Hälfte 17. Jahrhundert, Malereien modern. | D-1-80-123-105           | weitere Bilder                      |
| Obermarkt 16 (Standort)                          | Ehemaliges Gasthaus                        | Dreigeschossiger traufseitiger Flachsatteldachbau mit Fassadenzier und Kasten- sowie polygonalem Eckerker am vorspringenden Fassadenteil, im Kern spätgotisch. | D-1-80-123-107           | weitere Bilder                      |
| Obermarkt 16 (Standort)                          | Stadel                                     | Verbretterter Flachsatteldachbau mit Bruchsteinteilen, 17./18. Jahrhundert. | D-1-80-123-107 zugehörig | BW                                  |
| Obermarkt 18/20/22 (Standort)                    | Wohn- und Geschäftshaus                    | Zweigeschossiger dreigeteilter Flachsatteldachbau mit spitzbogigem Giebeltor und Zierbund, im Kern um 1500, Zierbund, 2. Hälfte 17. Jahrhundert. | D-1-80-123-109           | Wohn- und Geschäftshaus             |
| Obermarkt 24 (Standort)                          | Wohn- und Geschäftshaus Neunerhaus         | Dreigeschossiger Flachsatteldachbau mit weitem Vordach und barocker Fassadenmalerei, Mitte 18. Jahrhundert. | D-1-80-123-111           | weitere Bilder                      |
| Obermarkt 26/28/30/32 (Standort)                 | Wohn- und Geschäftshaus                    | Dreigeschossiger viergeteilter Flachsatteldachbau mit Kniestock, Erker und Zierbund, um 1730/40, im Kern wohl älter. | D-1-80-123-113           | Wohn- und Geschäftshaus             |
| Obermarkt 34/36 (Standort)                       | Doppelhaus                                 | Zweigeschossiger giebelgeteilter Flachsatteldachbau mit Giebeltor, Zier- und Vorbund, bezeichnet 1671. | D-1-80-123-115           | Doppelhaus                          |
| Obermarkt 38/40 (Standort)                       | Doppelhaus                                 | Zweigeschossiger giebelgeteilter Flachsatteldachbau mit Giebeltor und bemaltem Zierbund, bezeichnet 1671. | D-1-80-123-117           | Doppelhaus                          |
| Obermarkt 46/48 (Standort)                       | Doppelhaus                                 | Zweigeschossiger giebelgeteilter Flachsatteldachbau mit vorspringender Haushälfte, Zier- und Vorbund, im Kern Ende 17. Jahrhundert. | D-1-80-123-121           | Doppelhaus                          |
| Obermarkt 47 (Standort)                          | Wohnhaus                                   | Zweigeschossiger Flachsatteldachbau mit Zierbund, im Kern 18. Jahrhundert, Zierbund möglicherweise modern. | D-1-80-123-122           | Wohnhaus                            |
| Obermarkt 54 (Standort)                          | Gasthaus, Bozener Weinstuben               | Erneuerter zweigeschossiger Flachsatteldachbau mit moderner Bemalung, im Kern 17./18. Jahrhundert. | D-1-80-123-124           | Gasthaus, Bozener Weinstuben        |
| Obermarkt 62/64 (Standort)                       | Doppelhaus                                 | Zweigeschossiger giebelgeteilter Flachsatteldachbau mit Giebeltor und Vorbund, bezeichnet 1671. | D-1-80-123-125           | Doppelhaus                          |
| Obermarkt 70/72 (Standort)                       | Doppelhaus                                 | Zweigeschossiger giebelgeteilter Flachsatteldachbau mit Giebeltor und Zierbund, 2. Hälfte 17. Jahrhundert. | D-1-80-123-126           | Doppelhaus                          |
| Prof.-Schreyögg-Platz 6/8 (Standort)             | Doppelhaus „Hornsteinerhaus“               | Zweigeschossiger giebelgeteilter Flachsatteldachbau in Ecklage mit Giebeltor und barocker Fassadenmalerei, vor 1775, Fresken von Franz Zwinck 1775. | D-1-80-123-131           | weitere Bilder                      |
| Schöttlkarstraße 2 (Standort)                    | Friedhofskirche St. Nikolaus               | Gotischer Saalbau mit eingezogenem Polygonalchor und Zwiebel-Nordturm, 1447, Turm 1. Hälfte 18. Jahrhundert; mit Ausstattung | D-1-80-123-132           | weitere Bilder                      |
| Schöttlkarstraße 17 (Standort)                   | Ehemaliges Forstamt Hauptgebäude           | Zweigeschossiger landhausähnlicher Halbwalmdachbau in neubarocken Formen mit polygonalem Eckerker und Fassadenzier, um 1910. | D-1-80-123-133           | weitere Bilder                      |
| Schöttlkarstraße 17 (Standort)                   | Ehemaliges Forstamt Toreinfahrt            | Toreinfahrt, um 1910. | D-1-80-123-133 zugehörig | Ehemaliges ForstamtToreinfahrt      |
| Schöttlkarstraße 17 (Standort)                   | Ehemaliges Forstamt Remise                 | Erdgeschossiger Krüppelwalmdachbau, um 1910. | D-1-80-123-133 zugehörig | Ehemaliges ForstamtRemise           |
| Stainergasse 22/24 (Standort)                    | Ehemaliges Doppelbauernhaus                | Zweigeschossiger giebelgeteilter Flachsatteldachbau mit Giebellaube und verbrettertem Giebelfeld, Mitte 18. Jahrhundert, auf Nr. 24 Legschindeldach. | D-1-80-123-134           | Ehemaliges Doppelbauernhaus         |
| Stainergasse 31 (Standort)                       | Doppelhaushälfte                           | Zweigeschossiger Flachsatteldachbau mit kleinem barockem Wandbild und verschaltem Giebelfeld, im Kern 17./18. Jahrhundert, Fresko 2. Hälfte 18. Jahrhundert. | D-1-80-123-135           | Doppelhaushälfte                    |
| Stainergasse 33 (Standort)                       | Doppelhaushälfte                           | Zweigeschossiger Flachsatteldachbau mit Flacherker, östliche Hälfte im Kern 17./18. Jahrhundert. | D-1-80-123-136           | Doppelhaushälfte                    |
| Untermarkt 3/3 a (Standort)                      | Wohnhaus                                   | Zweigeschossiger Flachsatteldachbau mit Kniestock in eckähnlicher Lage mit barocker Fassadenmalerei, im Kern 2. Hälfte 18. Jahrhundert, Fresken teilweise überarbeitet. | D-1-80-123-138           | weitere Bilder                      |
| Untermarkt 6/8/10, Karwendelstraße 2 (Standort)  | Wohnhaus                                   | Zweigeschossiger dreigeteilter Flachsatteldachbau in Ecklage mit Zier- und Vorbund, bezeichnet 1721. | D-1-80-123-140           | Wohnhaus                            |

## Ehemalige Baudenkmäler
In diesem Abschnitt sind Objekte aufgeführt, die früher einmal in der Denkmalliste eingetragen waren, jetzt aber nicht mehr. Objekte, die in anderem Zusammenhang also z. B. als Teil eines Baudenkmals weiter eingetragen sind, sollen hier nicht aufgeführt werden. Aktennummern in diesem Abschnitt sind ehemalige, jetzt nicht mehr gültige Aktennummern.

| Lage                                   | Objekt                     | Beschreibung | Akten-Nr.      | Bild                       |
| -------------------------------------- | -------------------------- | --- | -------------- | -------------------------- |
| Dekan-Karl-Platz 9 (Standort)          | Wohnhaus                   | Mit Zierbund, bezeichnet 1715(?). | D-1-80-123-17  | Wohnhaus                   |
| Im Gries 42/44 (Standort)              | Doppelhaus                 | Zweigeschossiger Flachsatteldachbau mit Zierbund, 1. Hälfte 18. Jahrhundert.                                                            | D-1-80-123-58  | Doppelhaus                 |
| Jaisweg 13 (Standort)                  | Ehemaliges Kleinbauernhaus | Zweigeschossiger Legschindel-Flachsatteldachbau mit Zierbund und Giebeltor, 2. Hälfte 18. Jahrhundert.                                  | D-1-80-123-75  | Ehemaliges Kleinbauernhaus |
| Laintalstraße 2 (Standort)             | Fassade                    | Fresko auf der Nordseite, bezeichnet 1752.                                                                                              | D-1-80-123-83  | Fassade                    |
| Matthias-Klotz-Straße 35/37 (Standort) | Doppelhaus                 | Zweigeschossiger giebelgeteilter Flachsatteldachbau mit Kniestock, Lauben und nördlich verschaltem Giebelfeld, im Kern 18. Jahrhundert. | D-1-80-123-98  | Doppelhaus                 |
| Matthias-Klotz-Straße 36 (Standort)    | Wohnhaus                   | Dreigeschossiges Wohnhaus mit freigelegtem(?) Zierbund, 1. Hälfte 18. Jahrhundert.                                                      | D-1-80-123-99  | Wohnhaus                   |
| Obermarkt 33/35 (Standort)             | Doppelhaus                 | Zweigeschossiger giebelgeteilter Flachsatteldachbau mit Giebeltor, im Kern 18. Jahrhundert.                                             | D-1-80-123-114 | Doppelhaus                 |
| Obermarkt 42 (Standort)                | Wohnhaus                   | Zweigeschossiger giebelgeteilter Flachsatteldachbau mit weitem Vordach, im Kern 18. Jahrhundert.                                        | D-1-80-123-119 | Wohnhaus                   |
| Obermarkt 74 (Standort)                | Wohnhaus                   | Zweigeschossiger Flachsatteldachbau mit eingezogener Giebelseite, Giebeltor und Zierbund, 2. Hälfte 17. Jahrhundert.                    | D-1-80-123-127 | Wohnhaus                   |
| Prof.-Schreyögg-Platz 3 (Standort)     | Geigenbau-Verlagshaus      | Stattlicher, stark erneuerter Bau mit Halbwalm, 2. Viertel 19. Jahrhundert.                                                             | D-1-80-123-130 | Geigenbau-Verlagshaus      |